# Enola (Arkansas)
Enola es un pueblo ubicado en el condado de Faulkner en el estado estadounidense de Arkansas. En el Censo de 2010 tenía una población de 338 habitantes y una densidad poblacional de 47,98 personas por km².

## Geografía
Enola se encuentra ubicado en las coordenadas 35°11′45″N 92°12′24″O / 35.19583, -92.20667. Según la Oficina del Censo de los Estados Unidos, Enola tiene una superficie total de 7.04 km², de la cual 7.04 km² corresponden a tierra firme y (0%) 0 km² es agua.

## Demografía
Según el censo de 2010, había 338 personas residiendo en Enola. La densidad de población era de 47,98 hab./km². De los 338 habitantes, Enola estaba compuesto por el 96.45% blancos, el 0.89% eran afroamericanos, el 0.89% eran amerindios, el 0% eran asiáticos, el 0% eran isleños del Pacífico, el 0% eran de otras razas y el 1.78% pertenecían a dos o más razas. Del total de la población el 0.89% eran hispanos o latinos de cualquier raza.